# کالوی ویسکاری
کالوی ویسکاری (فنلاندی: Kalevi Viskari; ۱۵ ژوئن ۱۹۲۸ – ۱۳ نوامبر ۲۰۱۸) ژیمناست هنری اهل فنلاند بود.